# Neopheosia albiplaga
Neopheosia albiplaga är en fjärilsart som beskrevs av M.Gaede 1930. Neopheosia albiplaga ingår i släktet Neopheosia och familjen tandspinnare. Inga underarter finns listade i Catalogue of Life.